# Agnes Niegl
Agnes Niegl (* 2. September 1913 in Brunn am Gebirge; † 2. März 2008 ebd.) war eine österreichische Lehrerin und Ministerialbeamtin.

## Leben und Wirken
Niegl wuchs in äußerst bescheidenen Verhältnissen auf. Ihr Vater, Restaurantbesitzer, starb in jungen Jahren an Tuberkulose. Zu ihrem Stiefvater hatte sie ein schlechtes Verhältnis. Darum verließ sie im Alter von 15 Jahren das Elternhaus und absolvierte einen hauswirtschaftlichen Lehrgang bei den Schwestern vom armen Kinde Jesus in Maria Enzersdorf. Auf Empfehlung der Schwestern absolvierte sie in Döbling die Lehrerinnenbildungsanstalt (mit Befähigungsprüfung für Kindergärtnerin und Lehrerin) und unterrichtete anschließend als unbezahlte Probelehrerin in Mödling und Brunn am Gebirge:
„Als Hauptschullehrerin wollte sie unter Hitler nicht Geschichte unterrichten und wechselte zu Turnen… Da sie einer geheimen katholischen Theatergruppe angehörte und vom Bruder der Freundin verraten wurde, schickte man sie nach Polen, um ihr das Konzentrationslager zu ersparen“.
1945 kehrte Niegl nach Österreich zurück und arbeitete als Lehrerin in Favoriten. 1948 wurde sie in das Bundesministerium für Unterricht berufen. Nebenbei studierte sie noch an der Universität Wien Germanistik, Psychologie und Pädagogik. Ihr Studium schloss sie 1948 mit der Promotion bei Sylvia Bayr-Klimpfinger ab. Ihr Dissertationsthema: „Zum Problem des Schulversagers im ersten Unterrichtsjahr“. In ihrer langjährigen Tätigkeit als Ministerialbeamtin war sie zuständig für das Kindergartenwesen, d. h. für Kindergartengesetze, Ausbildungsverordnungen (z. B. Verlängerung der Kindergärtnerinnenausbildung von zwei auf drei Jahre), internationale Beziehungen, Fortbildungsveranstaltungen, Ausbildung von Sonderkindergärtnerinnen u. dgl. mehr. Bereits im Juni 1948 fand „in der Erkenntnis der entscheidenden Bedeutung der Erziehung im Kleinkindalter“ die „Österreichische Tagung für Kindergartenpädagogik“ statt. Zwei Jahre später fanden die „Fortbildungswochen für Kindergärtnerinnen“ am Pädagogischen Institut der Stadt Wien statt. Für letztgenannte Tagung hatte sie zwei Montessori-Pädagoginnen für folgende Vorträge eingeladen:
Maria Josefa Retter (Innsbruck): „Maria Montessori und ihr Werk. Vom Mißverständinis zur rechten Auffassung, von teilweiser äußerlicher Übernahme zur Verinnerlichung der geistigen Werte“ und Margarete Schmaus (Wien): „Montessori-Pädagogik. Wer ist Maria Montessori und was will ihre Pädagogik? (‚Freiheit, Arbeit, Ordnung‘) - was bedeutet Maria Montessoris Werk für uns?“. Niegl ist es zu verdanken, dass die Montessoripädagogik in Österreich nach 1945 bald wieder Fuß fassen konnte. Mit ihrer Mitwirkung und Unterstützung fand 1951 ein dreimonatiger „Kursus für Montessori-Pädagogik“ in Innsbruck statt. Den Kindergarten betreffend, unterstützte sie die Einführung des Raumteilverfahrens, das von Margarete Schörl und Margarete Schmaus entwickelt wurde:
„So wird z. B. lebensnahes Spiel in kleinen Gruppen gepflegt: Die 'Nähstube', der 'Bauplatz', der 'Marktstand', die 'Küche', die 'Waschküche', die 'Puppenstube' u. a. werden in diesem Sinne täglich neu improvisiert und geben reichlich Gelegenheit zum Sammeln von Erfahrungen“.
Niegl war Gründungsmitglied der „Katholischen Aktion“, Mitbegründerin des „Katholischen Akademikerverbandes“ und des „Instituts für Jugendkunde“, Präsidentin der österreichischen „Kommission für Bildung und Erziehung“, ferner Mitarbeiterin bei Konferenzen der UNESCO. Außerdem rief sie die Zeitschrift „Roter Faden“ ins Leben. Daneben war sie noch rege publizistisch tätig u. a. für die Fachzeitschrift Unsere Kinder. Ein Teil ihres Nachlasses befindet sich im Ida-Seele-Archiv.

## Ehrungen
Niegl wurde mit „dem päpstlichen Silvesterorden, dem Stephanusorden und dem Großen Ehrenzeichen der Republik Österreich geehrt“.

## Werke (Auswahl)
- Gegenwartsfragen der Kindergartenerziehung. Wien 1950.
- Lehrplan für hauswirtschaftlichen Unterricht. Wien 1950.
- Beiträge zur Kleinkindererziehung in Familie und Kindergarten. Hamburg 1954.
- Erzähl uns was! Geschichten für Kleinkinder. Wien 1966.
- Komm, erzähl mir was! Wien 1989.
- Ich weiss, wer mir hilft. Eisenstadt 1971.
- Werkerziehung für Mädchen. Wien 1976.
- Förderung des Kindes mit seiner Auseinandersetzung mit der Umwelt. Wien 1976.
- Frühe Kindheit. Fundament des menschlichen Lebens. St. Pölten 1985.
- Das Kindergartenwesen in Kärnten. Klagenfurt 1997.